# Pseudopoda fissa
Pseudopoda fissa är en spindelart som beskrevs av Jäger och Vedel 2005. Pseudopoda fissa ingår i släktet Pseudopoda och familjen jättekrabbspindlar.
Artens utbredningsområde är Vietnam. Inga underarter finns listade i Catalogue of Life.